# میخیل جورگادزه
میخیل جورگادزه (انگلیسی: Mikheil Giorgadze؛ زادهٔ ۱۴ مارس ۱۹۶۱) بازیکن واترپلو اهل اتحاد جماهیر شوروی سوسیالیستی است.